# المركز الوطني للرياضيات والفيزياء
المركز الوطني للرياضيات والفيزياء هو مركز بحثي يتبع لمدينة الملك عبد العزيز للعلوم والتقنية في المملكة العربية السعودية في الرياض، يهدف المركز إلى المساهمة في تطوير البحث العلمي في المملكة في العلوم الرياضية والفيزياء، وتعريف الشباب السعودي بأهمية الرياضيات والفيزياء وتشجيعهم على الميل نحوهما بأسلوب شيق وجذاب ، أُنشئ المركز عام 2003 

## اختصاص المركز
يختص المركز في إنجاز عدة مهام هي:
- تحديد وتشجيع الحقول البحثية التي تحظى باهتمام أكبر عدد من المختصين في الجامعات السعودية.
- تسهيل التواصل العلمي بين الباحثين في أقسام العلوم الرياضية والفيزياء.
- إنشاء قاعدة معلومات للعلوم الرياضية والفيزياء باستخدام الوسائل التقنية الحديثة لتوفير ملخصات الأبحاث في العلوم الرياضية والفيزياء، ومعلومات عن التوجهات البحثية في هذين الحقلين بالمملكة العربية السعودية والدول العربية.
- دعم مكتبة المدينة في مجال العلوم الرياضية والفيزياء إستكمالا لمحتويات المكتبات الجامعية في المملكة لتوفير البحوث للمختصين من مصادرها العالمية أو عن طريق المكتبات الجامعية.
- استقطاب الباحثين في الجامعات السعودية من خلال المركز وفتح قنوات التعاون معهم للأغراض البحثية.
- مساندة برامج الدراسات العليا في الجامعات السعودية عن طريق الإشراف على الرسائل أو التدريس.
- تشجيع تبادل الزيارات العلمية بين أساتذة العلوم الرياضية والفيزياء في الجامعات السعودية.
- السعي لإصدار دورية علمية محكمة في العلوم الرياضية والفيزياء بالاستفادة من الإمكانات والخدمات المتاحة.
- عقد المسابقات الدورية لغرض إيجاد جو تنافسي يشجع على الاهتمام بالعلوم الرياضية والفيزياء وزيادة المعرفة بهما.
- الاهتمام بالدراسات والبحوث الرياضية والفيزيائية ذات الصبغة التطبيقية والأهمية الوطنية في المجالات المختلفة كالصناعة والاتصالات والطاقة وأنظمة المرور، عن طريق إيجاد نماذج رياضية مناسبة لها وتحليلها.
- اقتراح البرامج لتطوير القوى البشرية وأساليب العمل بالمركز بالتنسيق مع إدارة التطوير الإداري.
- اقتراح تنظيم الأنشطة العلمية التي تدخل ضمن اختصاص المركز بالتنسيق مع الإدارات المختصة.
- رفع تقارير دورية عن أنشطة المركز.
- رفع مشروع الميزانية السنوية للمركز.[2]

## الأنشطة
منذ تدشين المركز، يقيم المركز كل عام مسابقة باسم المسابقة الوطنية للرياضيات والفيزياء، ثم تغير اسم المسابقة إلى الأولمبياد الوطني للرياضيات والفيزياء، حيث يقام على مستوى إدارات التعليم في جميع مناطق المملكة العربية السعودية. وتعد المسابقة الطريق المؤهل لكل من: الأولمبياد الدولي للرياضيات والأولمبياد الدولي للفيزياء.